# Elena Lichovceva
Elena Aleksandrovna Lichovceva (in russo Елена Александровна Лиховцева?; Almaty, 8 settembre 1975) è un'ex tennista russa.

## Biografia
Partecipò nel 1994 al Lipton Championships superando solo il primo turno, al torneo di Wimbledon dello stesso anno invece non riuscì a superare nemmeno il primo turno. Anni dopo, nel 1999, arrivò in seminifinale nel doppio femminile al Lipton Championships giocando in coppia con Anna Kurnikova. Nello stesso anno superò i primi turni all'Australian Open venendo sconfitta da Barbara Schett. L'anno successivo al torneo di Wimbledon si fermò al secondo turno.
Vinse il doppio misto al torneo di Wimbledon 2002 insieme a Mahesh Bhupathi battendo in finale Daniela Hantuchová e Kevin Ullyett con il punteggio di 6–2, 1–6, 6–1. Nel 2004 arriva per tre volte in finale nei tornei dello Slam nel doppio femminile, Australian Open Roland Garros e US Open, ma in tutte e tre le finali ne esce sconfitta. Partecipò al Warsaw Open 2006 venendo sconfitta da Francesca Schiavone, mentre vinse il doppio giocando con Anastasija Myskina e battendo in finale con il punteggio di 6-3, 6-4 Anabel Medina Garrigues e Katarina Srebotnik.
Nel 2007 arrivò in semifinale con Marija Kirilenko al Budapest Grand Prix. Nello stesso anno arrivò ai quarti di finale al Proximus Diamond Games perdendo contro Tatiana Golovin. Nella stessa competizione in doppio con Elena Vesnina arrivò in finale perdendo contro Cara Black e Liezel Huber con il punteggio di 6–1, 6–3.
Nel 2008 partecipò agli Open di Francia in coppia con la francese Nathalie Dechy ma vennero sconfitte al secondo turno.

## Statistiche

### Risultati in progressione
| Sigla | Risultato               |
| ----- | ----------------------- |
| V     | Vincitore               |
| F     | Finalista               |
| SF    | Semifinalista           |
| O     | Oro olimpico            |
| A     | Argento olimpico        |
| SF    | Bronzo olimpico         |
| QF    | Quarti di Finale        |
| 4T    | Quarto turno            |
| 3T    | Terzo turno             |
| 2T    | Secondo turno           |
| 1T    | Primo turno             |
| RR    | Round Robin             |
| LQ    | Turno di qualificazione |
| A     | Assente                 |
| ND    | Non disputato           |

| Legenda superfici    |
| -------------------- |
| Cemento              |
| Terra battuta        |
| Erba                 |
| Superficie variabile |

#### Singolare nei tornei del Grande Slam
| Torneo          | 1993 | 1994 | 1995 | 1996 | 1997 | 1998 | 1999 | 2000 | 2001 | 2002 | 2003 | 2004 | 2005 | 2006 | 2007 | 2008 |
| --------------- | ---- | ---- | ---- | ---- | ---- | ---- | ---- | ---- | ---- | ---- | ---- | ---- | ---- | ---- | ---- | ---- |
| Australian Open | A    | 3T   | 1T   | 4T   | 1T   | 3T   | 3T   | QF   | 1T   | 1T   | 1T   | 3T   | 3T   | 2T   | 1T   | A    |
| Open di Francia | A    | A    | 2T   | 3T   | 2T   | 3T   | 3T   | 1T   | 1T   | 3T   | 1T   | 2T   | SF   | 1T   | 2T   | A    |
| Wimbledon       | A    | 1T   | 1T   | 3T   | 2T   | 3T   | 3T   | 2T   | 3T   | QF   | 2T   | 2T   | 4T   | 3T   | 2T   | A    |
| US Open         | 2T   | 4T   | 1T   | 3T   | 3T   | 1T   | 4T   | 3T   | 4T   | 2T   | 4T   | 1T   | 4T   | 3T   | 2T   | A    |

#### Doppio nei tornei del Grande Slam
| Torneo          | 1993 | 1994 | 1995 | 1996 | 1997 | 1998 | 1999 | 2000 | 2001 | 2002 | 2003 | 2004 | 2005 | 2006 | 2007 | 2008 |
| --------------- | ---- | ---- | ---- | ---- | ---- | ---- | ---- | ---- | ---- | ---- | ---- | ---- | ---- | ---- | ---- | ---- |
| Australian Open | A    | 1T   | 1T   | 1T   | 1T   | QF   | 2T   | 3T   | 2T   | 1T   | 3T   | F    | 2T   | QF   | 1T   | A    |
| Open di Francia | A    | A    | 2T   | 2T   | 3T   | 3T   | QF   | 1T   | 3T   | 3T   | SF   | F    | 3T   | 3T   | 1T   | 2T   |
| Wimbledon       | A    | A    | 1T   | 2T   | 2T   | 3T   | 2T   | 1T   | 2T   | SF   | 3T   | QF   | QF   | 3T   | QF   | A    |
| US Open         | A    | 1T   | 1T   | QF   | 3T   | A    | 1T   | F    | SF   | SF   | SF   | F    | 2T   | 3T   | 1T   | 2T   |

#### Doppio misto nei tornei del Grande Slam
| Torneo          | 1993 | 1994 | 1995 | 1996 | 1997 | 1998 | 1999 | 2000 | 2001 | 2002 | 2003 | 2004 | 2005 | 2006 | 2007 | 2008 |
| --------------- | ---- | ---- | ---- | ---- | ---- | ---- | ---- | ---- | ---- | ---- | ---- | ---- | ---- | ---- | ---- | ---- |
| Australian Open | A    | A    | A    | A    | 1T   | SF   | 2T   | QF   | 1T   | SF   | 2T   | 1T   | 2T   | F    | V    | A    |
| Open di Francia | A    | A    | A    | A    | 2T   | 1T   | SF   | QF   | SF   | QF   | F    | 1T   | 1T   | F    | 1T   | 1T   |
| Wimbledon       | A    | A    | A    | A    | 2T   | QF   | SF   | QF   | SF   | V    | 2T   | QF   | 3T   | QF   | SF   | A    |
| US Open         | A    | A    | A    | A    | QF   | 2T   | 1T   | SF   | 1T   | 2T   | 2T   | QF   | 2T   | 1T   | 1T   | A    |

## Vittorie contro giocatrici Top 10
| Stagione | 1996 | 1997 | 1998 | 1999 | 2000 | 2001 | 2002 | 2003 | 2004 | 2005 | 2006 | 2007 | Totale |
| Vittorie | 3    | 0    | 0    | 2    | 3    | 1    | 1    | 1    | 3    | 2    | 0    | 1    | 17     |

| #    | Giocatrice                  | Ranking | Evento                            | Superficie    | Turno | Punteggio        | Rank. ELR |
| ---- | --------------------------- | ------- | --------------------------------- | ------------- | ----- | ---------------- | --------- |
| 1996 |                             |         |                                   |               |       |                  |           |
| 1.   | Mary Pierce (1)             | 4       | Australian Open, Melbourne        | Cemento       | 2T    | 6-4, 6-4         | 51        |
| 2.   | Arantxa Sánchez Vicario (1) | 2       | German Open, Berlino              | Terra rossa   | QF    | 6-3, 2-6, 6-0    | 47        |
| 3.   | Mary Joe Fernández          | 10      | Bank of the West Classic, Oakland | Sintetico (i) | 2T    | 6-3, 6-1         | 23        |
| 1999 |                             |         |                                   |               |       |                  |           |
| 4.   | Patty Schnyder (1)          | 8       | Faber Grand Prix, Hannover        | Sintetico (i) | 2T    | 7-5, 6-3         | 23        |
| 5.   | Monica Seles                | 3       | Hilton Head Open, Hilton Head     | Terra verde   | 3T    | 7-6(4), 6-2      | 22        |
| 2000 |                             |         |                                   |               |       |                  |           |
| 6.   | Serena Williams             | 4       | Australian Open, Melbourne        | Cemento       | 4T    | 6-3, 6-3         | 18        |
| 7.   | Mary Pierce (2)             | 4       | AI Championships, Amelia Island   | Terra verde   | QF    | 2-6, 6-4, 6-4    | 21        |
| 8.   | Nathalie Tauziat            | 8       | Sparkassen Cup, Lipsia            | Sintetico (i) | SF    | 6-1, 6-4         | 25        |
| 2001 |                             |         |                                   |               |       |                  |           |
| 9.   | Arantxa Sánchez Vicario (2) | 10      | Charleston Open, Charleston       | Terra verde   | 2T    | 6-3, 6-4         | 39        |
| 2002 |                             |         |                                   |               |       |                  |           |
| 10.  | Kim Clijsters               | 5       | Torneo di Wimbledon, Londra       | Erba          | 2T    | 7-6(5), 6-2      | 48        |
| 2003 |                             |         |                                   |               |       |                  |           |
| 11.  | Jennifer Capriati (1)       | 7       | San Diego Open, San Diego         | Cemento       | 2T    | 4-1 rit.         | 51        |
| 2004 |                             |         |                                   |               |       |                  |           |
| 12.  | Anastasija Myskina (1)      | 5       | Internazionali d'Italia, Roma     | Terra rossa   | 2T    | 7-5, 1-6, 6-3    | 50        |
| 13.  | Jennifer Capriati (2)       | 7       | Canadian Open, Montréal           | Cemento       | QF    | 6-2, 7-5         | 39        |
| 14.  | Anastasija Myskina (2)      | 4       | Canadian Open, Montréal           | Cemento       | SF    | 6-3, 5-7, 6-4    | 39        |
| 2005 |                             |         |                                   |               |       |                  |           |
| 15.  | Elena Dement'eva (1)        | 5       | Open di Francia, Parigi           | Terra rossa   | 4T    | 7-6(3), 5-7, 7-5 | 19        |
| 16.  | Patty Schnyder (2)          | 10      | Kremlin Cup, Mosca                | Sintetico (i) | 2T    | 1-6, 6-4, 6-3    | 16        |
| 2007 |                             |         |                                   |               |       |                  |           |
| 17.  | Elena Dement'eva (2)        | 8       | Diamond Games, Anversa            | Cemento (i)   | 2T    | 6-2, 1-1 rit.    | 62        |